# CGIS

CGIS (eng. Coast Guard Investigative Service; hrv. "Istražni Ured Obalne Straže") djeluje kao sastavni sektor Obalne straže SAD-a. 
Zadužen je za istraživanje kriminalnih aktivnosti koje su "interesantne" tj. od važnosti Obalnoj straži, a zapošljava tzk. specijalne agente koji imaju policijske ovlasti.